# San Francisco Tetlanohcan
San Francisco Tetlanohcan es una localidad del estado mexicano de Tlaxcala. Es cabecera del municipio de San Francisco Tetlanohcan.

## Demografía
| Censo | Población |
| ----- | --------- |
| 1995  | 8 414     |
| 2000  | 9 063     |
| 2005  | 10 017    |
| 2010  | 9 858     |
| 2020  | 11 746    |